# Forlidas Ridge
Forlidas Ridge (in lingua inglese: Dorsale Forlidas) è una dorsale rocciosa antartica che forma il versante occidentale della Davis Valley, nel Dufek Massif dei Monti Pensacola, in Antartide. 
La dorsale è stata mappata dall'United States Geological Survey (USGS) sulla base di rilevazioni e foto aeree scattate dalla U.S. Navy nel periodo 1956-66.
La denominazione è stata assegnata dall'Advisory Committee on Antarctic Names (US-ACAN) in onore di Charles W. Forlidas, operatore radio presso la Stazione Ellsworth nell'inverno del 1957.